# Sonar Entertainment
Sonar Entertainment, anciennement connu sous le nom de Hallmark Entertainment et RHI Entertainment, est une société de production américaine de téléfilms et de mini-séries, fondé en 1979 par Robert Halmi Jr. et Robert Halmi Sr. sous le nom de Robert Halmi Incorporated.
En 1988, les Halmi fusionnent leur compagnie avec Hal Roach Studios pour former Qintex Entertainment. Après la faillite de Qintex, la société est renommée RHI Entertainment, New Line Cinema et Chemical Banking Corporation en étant les nouveaux actionnaires. En 1994, la société Hallmark Cards achète RHI et la renomme en Hallmark Entertainment. En 2006, les Halmi, avec l'aide financière du groupe d'investissement Kelso & Company, rachètent la société et lui redonne son nom original.
En juin 2010, il est annoncé que RHI pourrait faire faillite. En mars 2011, alors que la compagnie était sauvée, Robert Halmi Jr. quitte la société. Son père fait de même en février 2012.
En mars 2012, la société change de nom et devient Sonar Entertainment. 

## Liste non exhaustive des productions RHI
- Les Voyages de Gulliver
- Le Titanic
- L'Empire du roi-singe
- 20 000 lieues sous les mers
- L'Odyssée
- Merlin
- Le Monde magique des Leprechauns
- Voyage au centre de la Terre
- Cléopâtre
- L'Arche de Noé
- Alice au pays des merveilles
- Farscape
- Jason et les Argonautes
- Les mille et une nuits
- Don Quichotte
- Le prince et le pauvre
- Le Dixième Royaume
- Blanche-Neige
- L'Odyssée fantastique
- L'Histoire sans fin
- Dinotopia
- Les enfants de Dune
- La Prophétie du sorcier
- Empire
- L'Apprenti de Merlin
- Frankenstein
- La Malédiction du pharaon
- Les Contes du Disque-monde
- L'Aventure du Poseidon
- Deux princesses pour un royaume
- Flash Gordon
- La Grande Inondation

## Acquisitions
Elle racheta les droits des séries de Filmation à sa fermeture par l'Oréal en 1989.